# Glacera de Saleina
La glacera Saleina (francès: Glacier de Saleina, alemany: Saleinagletscher) és una glacera de la vall del massís del Mont Blanc, a l'extrem sud del cantó del Valais, al municipi d'Orsières, a Suïssa. La glacera té una longitud de 6,45 km, una amplada mitjana d'1 km i cobreix una àrea de 8,57 km².

## Descripció
La glacera Saleina té el seu origen al vessant oriental de l'Aiguille d’Argentière i de l'Aiguille du Chardonnet, muntanyes a la frontera entre França i Suïssa, a uns 3.400 m d’altitud. La glacera flueix cap a l'est i s'alimenta de camps afluents que flueixen des dels cims de les muntanyes circumdants. Al nord limita amb els cims d’Aiguilles Dorées amb altituds de fins a 3.519 m i Portalet (3.344 m). El seu límit sud forma Pointe du Grand Darray (3.509 m). Hi ha passos ferms però abruptes cap a les glaceres veïnes, concretament la glacera Trient al nord, la glacera Tour a l’oest i la glacera Argentière al sud-oest, ambdues ubicades a França. L'estreta llengua de la glacera acaba en un fort pendent una mica per sobre dels 1.700 m.

## Sortida
Del front glacial brolla el riu Reuse de Saleina. Desemboca al riu Dranse de Ferret, que després de la unificació amb els altres braços de Dranse desemboca al riu Roine a Martigny.

## Turisme
Al vessant sud de la glacera es troba a una altitud de 2.691 m, la cabana Saleina del Club Alpí Suís (Swiss Mountaine Club (SAC)). La cabana és un punt de partida per a l'escalada al nord-est del Mont Blanc.